# Gabriel Girard
Gabriel Girard (* 1677 in Montferrand, Clermont-Ferrand; † 4. Februar 1748 in Montferrand) war ein französischer Romanist, Slawist, Grammatiker und Lexikologe.

## Leben und Werk
Girard, bekannt als abbé Girard, war zuerst Kanonikus in Montferrand, dann in Paris Kaplan von Marie Louise Élisabeth d’Orléans, sowie (als Angestellter der Bibliothèque Nationale, unter Jean-Paul Bignon) von 1725 bis 1747 Übersetzer und Dolmetscher des Königs für das Russische und weitere slawische Sprachen, was aber kaum über den Bibliotheksbereich hinausging.
Girard, der 1718 zum Kaplan der verwitweten Herzogin von Berry ernannt wurde, diente nur kurz als Kaplan der mächtigen und einflussreichen Tochter des Regenten, Philipp II. Die königliche Prinzessin stand in dem Ruf, ausschweifend zu sein, und war dafür bekannt, mehrere Schwangerschaften zu verstecken. Als Girard ihr Kaplan wurde, wechselte sie zwischen Phasen der Libertinage und ausgedehnten Exerzitien in einem Karmeliterkloster. Dann wurde sie erneut schwanger, hielt es aber geheim, während sie sich zügelloser Lust und starkem Alkohol hingab. Berrys neue skandalöse Schwangerschaft wurde schnell zum Gegenstand des öffentlichen Klatsches. Ende März 1719 erlebte die berüchtigte Herzogin eine sehr schwierige Entbindung, während ihr die Sakramente verweigert wurden. Die junge Frau erholte sich nicht mehr von der Niederkunft und starb am 21. Juli 1719. Es wurde festgestellt, dass sie erneut schwanger geworden war.
Girard publizierte 1718 das erste ausschließlich dem Vergleichen von Synonymen gewidmete Buch einer modernen Sprache (lateinische Vorbilder existierten). Es trug den Titel La Justesse de la langue françoise, ou les différentes significations des mots qui passent pour synonymes (263 Seiten), ab 1736 den Titel Synonymes françois. Leurs différentes significations et le choix qu’il faut en faire (490 Seiten, 13. Auflage, 1766; dann neu hrsg. von Nicolas Beauzée, 1769, zuletzt 1808; neu hrsg. von Maria Gabriella Adamo, Fasano 1999; auch Houilles 2007; englisch: A new guide to eloquence being treatise of the proper distinctions to be observed between words reckoned synonymous; or, their different significations, and the choice which should be made of them, in order to express ourselves justly. The synonymous words classed alphabetically; upon the plan of a French work of the same nature, by the Abbot Girard, London 1762, Farmington Hills 2009; The difference between words esteemed synonymous, London 1766, Menston 1970).
Das Buch machte die Synonymenscheidung zu einer Art Gesellschaftsspiel und zog synonymenscheidende Wörterbücher im Französischen wie in zahlreichen anderen Sprachen nach sich, aus deren zunehmender Theoretisierung (vor allem durch Johann August Eberhard und Pierre-Benjamin Lafaye) die moderne strukturelle Semantik hervorging.
Kurz vor seinem Tod publizierte Girard eine theoretisch ehrgeizige Grammatik, die von Pierre Swiggers neu hrsg. wurde: Les Vrais principes de la langue françoise, ou la Parole réduite en méthode (2 Bde., Paris 1747, Genf 1982, 432+470 Seiten).
Girard wurde 1744 in die Académie française aufgenommen. Wassili Kirillowitsch Trediakowski darf ab 1727 als sein Schüler gelten.

## Weitere Werke
- L’Ortografe française sans équivoques et dans ses principes naturels, ou l’Art d’écrire notre langue selon les loix de la raison et de l’usage, Paris 1716 (267 Seiten)
- Lettre d’un abbé à un gentilhomme de province contenant des observations sur le stile et les pensées de la nouvelle tragédie d’Œdipe, et des réflexions sur la dernière lettre de M. de Voltaire, Paris  1719 (23 Seiten)
- Nouvelles remarques sur l’Œdipe de M. de Voltaire, et sur ses lettres critiques où l’on justifie Corneille et où l’on fait un parallèle des deux tragédies de ces auteurs, Paris 1719 (119 Seiten)